# Alejandro III (papa)
Alejandro III (en latín: Alexander PP. III), de nombre secular Rolando Bandinelli (Siena, c. 1105-Civita Castellana, 30 de agosto de 1181), fue el 170.º papa de la Iglesia católica desde el 7 de septiembre de 1159 hasta su muerte, acaecida veintidós años después.
Siglos más tarde, el monje Benedictino, Arnoldo Wion (1554-1610) en su célebre edición de las profecías de San Malaquías, lo llamaría Orlando Paparoni dónde Paparoni significaría Pato.

## Orígenes y formación
Tras concluir sus estudios de Derecho Canónico en la Universidad de Bolonia, se dedicó a la enseñanza de esta materia primero en Bolonia y después en Pisa. Escribió la Stroma o Summa Magistri Rolandi, uno de los primeros comentarios sobre el Decreto de Graciano.

## Cardenalato
En octubre de 1150, el papa Eugenio III le nombra cardenal-diácono de San Cosme y Damián; después es nombrado cardenal-legado de San Marcos. Probablemente, es en este período cuando escribe sus “Sentencias”, basadas en la "Introductio ad theologiam" de Pedro Abelardo. En 1153 es nombrado canciller de la Iglesia, erigiéndose como dirigente de los cardenales que se oponían al Emperador Federico Barbarroja, elegido en 1152, y que pretendía extender su imperio por toda Italia. Así comenzaba la pugna por el dominium mundi.

## Papado
El 7 de septiembre de 1159, Rolando fue elegido sucesor del papa Adriano IV, y fue aceptado sin reservas por los reyes de Francia, Inglaterra, los reinos cristianos de la península ibérica y Sicilia, sin embargo, una minoría de cardenales pro-germánicos eligieron al cardenal Ottaviano de Monticelli que fue conocido como el antipapa Víctor IV. Este último, como sus sucesores Pascual III (1164-1168) y Calixto III (1168-1178) obtuvo el apoyo del Emperador Barbarroja y de los estados controlados por este. 
En 1160 Víctor IV fue reconocido como Papa en el sínodo de Pavía, por lo cual Alejandro III se vio obligado a exiliarse y huyó a Francia. Mientras tanto, otros monarcas europeos también reconocieron a Alejandro como el papa legítimo. El poderoso rey Geza II de Hungría, quien mantenía una cruenta guerra de una década contra el Imperio Bizantino, firmó un tratado con el papa en 1161 y reconoció no solamente su mandato, sino que ratificó su renuncia al derecho de investidura sobre los clérigos, quedando reservado exclusivamente para el Santo Padre y sus subalternos.
Sin embargo, a pesar de contar con el apoyo de todos los monarcas más influyentes de la Europa medieval, Alejandro III, debió seguir enfrentándose al emperador germánico y a sus antipapas. Alejandro III permaneció en Sens hasta el 23 de noviembre de 1165 fecha en la que regresó a Roma, pero, de inmediato, tuvo que volver a huir presionado por el Emperador que, llegado a Roma en 1166, se hizo coronar por el antipapa Pascual III. 
A partir de 1167 Alejandro III se refugió, sucesivamente, en Gaeta, Benevento, Anagni y Venecia. Volvió a los estados pontificios apoyado por la Liga Veronesa y, aprovechando las dificultades a que tenía que hacer frente el emperador, organizó la Liga Lombarda que acrecentó su poder al unirse a la Liga Veronesa y combatir al Emperador que se hallaba enzarzado en una serie de campañas por el norte de Italia.
En la batalla de Legnano, en 1176, Barbarroja fue derrotado y obligado a firmar la paz de Venecia, en 1177.
El Emperador tuvo que reconocer a Alejandro III como Papa legítimo y devolver a la Santa Sede los territorios ocupados; en consecuencia, el papa levantó la excomunión que pesaba sobre él desde 1160. El 12 de marzo de 1178, Alejandro III regresó de nuevo a Roma.
En marzo de 1179, Alejandro III convoca el Concilio de Letrán III, concilio que fue reconocido por la Iglesia como el undécimo Concilio Ecuménico. Alejandro consiguió que fueran aceptadas algunas de sus proposiciones entre las que, para evitar los posibles cismas, se estableció que la elección del Papa fuera votada por la mayoría de los dos tercios de los cardenales.
Este sínodo inicia el apogeo del poder de Alejandro III que, además de obligar a Barbarroja a reconocerle como Papa, humilló a Enrique II de Inglaterra al tomar partido, en su enfrentamiento con Tomás Becket, Arzobispo de Canterbury, aunque luego de su martirio se reconciliaría con el rey mediante la mediación de Ricardo de Dover; confirmó el derecho de Alfonso I de Portugal a la corona y en su exilio, gozó de la protección y el favor de Luis VII de Francia. No obstante, poco tiempo después de clausurarse el sínodo, la nobleza romana obligó a Alejandro III a dejar la ciudad a la que no volvería jamás.
El 29 de septiembre de 1179 algunos nobles intentaron subir al solio al antipapa Inocencio III como sucesor de Alejandro III, con lo cual la bicefalia de la Iglesia continuó. Utilizando juiciosamente el control de las finanzas, Alejandro III recobró el poder. En 1181 excomulgó a Guillermo I de Escocia y levantó la interdicción que pesaba sobre el reino de Escocia. 
En el siglo XVI, la catedral de Santiago de Compostela elaboró una bula que atribuyó a Alejandro III, por la cual este concedía y confirmaba el privilegio del año jubilar de Santiago de Compostela de forma que, si el 25 de julio (fiesta del Apóstol Santiago) cae en domingo se podrán ganar en la Iglesia de Compostela las mismas indulgencias que se ganan en Roma los años jubilares, creados en 1300 por Bonifacio VIII y que allí suelen celebrarse cada 25 años. Se trata de la bula "Regis aeterni", fechada en 1179. En ella se confirma además un privilegio anterior concedido por el Papa Calixto II (1119-1124). En Santiago de Compostela, los años jubilares empezaron hacia 1372.
Alejandro III llevó a cabo una serie de reformas internas en la Iglesia y fortaleció la autoridad pontificia. Canonizó a Tomás Becket (1173), Bernardo de Claraval (1173) y a Eduardo el Confesor (1161). Murió el 30 de agosto de 1181 en Civita Castellana.